# Dendrobium rupestre
Dendrobium rupestre är en orkidéart som beskrevs av Johannes Jacobus Smith. Dendrobium rupestre ingår i släktet Dendrobium, och familjen orkidéer. Inga underarter finns listade i Catalogue of Life.